# El tío Disparate
El tío Disparate es una película de Argentina filmada en Eastmancolor dirigida por Palito Ortega según el guion de Juan Carlos Mesa que se estrenó el 23 de febrero de 1978 y que tuvo como actores principales a Carlos Balá, Las Trillizas de Oro, Javier Portales, Iris Láinez y Daniel Miglioranza.

## Sinopsis
Impulsado por sus apremios económicos un hombre embarca a su hermana y a sus sobrinas trillizas en diversas aventuras

## Reparto
- Carlos Balá ... Carlos Sampietro "tío Charlie"
- Las Trillizas de Oro
  - María Eugenia Fernández ... Eugenia
  - María Laura Fernandez ... Laura
  - María Emilia Fernandez ... Emilia
- Javier Portales ... Roberto Morasano
- Iris Láinez ... Madre de las trillizas
- Daniel Miglioranza ... Jorge Luis
- Gloria Raines ... Dueña de salón de belleza
- José Díaz Lastra ... Chino
- Horacio O'Connor
- Alicia Zanca ... Actriz interpretando a Julieta
- Gustavo Rey ... Actor interpretando a Romeo
- Palito Ortega ... El mismo
- Osvaldo Capiaggi ... Don Teo
- Lita Landi
- Matilde Mur
- Juan Alberto Mateyco
- Berugo Carambula

## Comentarios
Raúl Álvarez Pontiroli en La Opinión escribió:

«Escaso vuelo denota el nuevo film de Balá.»

La Nación opinó:

«El argumento es poco ingenioso…(Ortega) En general carece de imaginación para poner énfasis y sentimiento en todo lo que rodea el carácter tipificado hace tanto tiempo por Balá.»

Manrupe y Portela escriben:

«Rutinario vehículo para Balá, con las adolescentes Trillizas de Oro. Comenzó a filmarse con el título de Las sobrinas de Charlie, a propósito del éxito televisivo de la serie Los ángeles de Charlie de la ABC.»